# Campeonato Mundial de Natação em Piscina Curta de 2021 - 4x100 m livre masculino
A prova dos 4x100 metros livre masculino do Campeonato Mundial de Natação em Piscina Curta de 2021 foi disputado no dia 16 de dezembro de 2021, na Etihad Arena, em Abu Dhabi, nos Emirados Árabes Unidos.

## Recordes
Antes desta competição, os recordes mundiais e do campeonato nesta prova eram os seguintes:
|                       | Nacionalidade  | Tempo   | Local    | Data                   |
| --------------------- | -------------- | ------- | -------- | ---------------------- |
| Recorde mundial       | Estados Unidos | 3:03.03 | Hangzhou | 11 de dezembro de 2018 |
| Recorde do campeonato | Estados Unidos | 3:03.03 | Hangzhou | 11 de dezembro de 2018 |

## Medalhistas
| Ouro | Prata                                                                                              | Bronze                                                                                |
| Kliment Kolesnikov Andrey Minakov Vladislav Grinev Aleksandr Shchegolev Vladimir Morozov[a] Daniil Markov[a] | Itália · Alessandro Miressi · Thomas Ceccon · Leonardo Deplano · Lorenzo Zazzeri · Manuel Frigo[a] | Estados Unidos · Ryan Held · Hunter Tapp · Shaine Casas · Zach Apple · Tom Shields[a] |

a  Nadadores que participaram apenas nas eliminatórias e receberam medalhas.

## Resultados

### Eliminatórias
As eliminatórias ocorreram dia 16 de dezembro com um total de 15 nacionalidades.
| Colocação | Bateria | Raia | Nacionalidade              | Nadadores                                                                                             | Tempo   | Notas            |
| --------- | ------- | ---- | -------------------------- | --- | ------- | ---------------- |
| 1         | 1       | 4    | Federação Russa de Natação | Vladimir Morozov (47.07) Aleksandr Shchegolev (46.01) Andrey Minakov (45.94) Daniil Markov (47.00)    | 3:06.02 | Q                |
| 2         | 2       | 4    | Estados Unidos             | Shaine Casas (46.93) Tom Shields (47.07) Hunter Tapp (46.61) Ryan Held (46.17)                        | 3:06.78 | Q                |
| 3         | 2       | 5    | Itália                     | Alessandro Miressi (46.76) Lorenzo Zazzeri (46.79) Leonardo Deplano (46.43) Manuel Frigo (47.02)      | 3:07.00 | Q                |
| 4         | 1       | 6    | Países Baixos              | Stan Pijnenburg (46.65) Thom de Boer (46.28) Nyls Korstanje (47.03) Jesse Puts (47.20)                | 3:07.16 | Q,               |
| 5         | 1       | 3    | Brasil                     | Gabriel Santos (46.91) Fernando Scheffer (47.03) Kaique Alves (47.13) Breno Correia (47.33)           | 3:08.40 | Q                |
| 6         | 2       | 3    | Reino Unido                | Matthew Richards (47.49) Edward Mildred (47.92) Tom Dean (47.02) Ben Proud (46.82)                    | 3:09.25 | Q,               |
| 7         | 2       | 2    | China                      | Yang Jintong (48.77) Pan Zhanle (46.37) Hong Jinquan (47.39) Wang Changhao (46.88)                    | 3:09.41 | Q,               |
| 8         | 2       | 6    | Suíça                      | Roman Mityukov (48.06) Antonio Djakovic (47.18) Thomas Hallock (48.66) Robin Yeboah (48.83)           | 3:12.73 | Q,               |
| 9         | 1       | 5    | Irlanda                    | Jack McMillan (47.82) Calum Bain (47.67) Brendan Hyland (48.88) Jordan Sloan (48.57)                  | 3:12.94 |                  |
| 10        | 1       | 1    | Hong Kong                  | Cheuk Ming Ho (48.76) Ian Ho (47.81) Ng Yan Kin (50.01) Ng Cheuk Yin (48.86)                          | 3:15.44 | Recorde nacional |
| 11        | 1       | 7    | Coreia do Sul              | Won Young-jun (48.87) Moon Seung-woo (49.77) Kim Woo-min (48.78) Lee Ho-joon (49.06)                  | 3:16.48 | Recorde nacional |
| 12        | 2       | 7    | Turquia                    | Baturalp Ünlü (48.45) Efe Turan (49.60) Metin Aydın (49.10) Berke Saka (49.95)                        | 3:17.10 |                  |
| 13        | 2       | 1    | Egito                      | Mohamed Samy (49.98) Marwan Elkamash (51.11) Abdelrahman Sameh (48.37) Youssef Ramadan (49.03)        | 3:18.49 | Recorde nacional |
| 14        | 2       | 8    | Kuwait                     | Waleed Abdulrazzaq (49.49) Ali Al-Zamil (53.09) Sauod Al-Shamroukh (52.66) Faisal Al-Tannak (53.30)   | 3:28.54 |                  |
| 15        | 1       | 8    | Vietname                   | Nguyễn Hữu Kim Sơn (51.87) Trần Hưng Nguyên (50.94) Hồ Nguyễn Duy Khoa (52.76) Phạm Thanh Bảo (57.90) | 3:33.47 |                  |
| 16        | 1       | 2    | Singapura                  | | DNS     |                  |

### Final
A final foi realizada em 16 de dezembro.
| Colocação         | Raia | Nacionalidade              | Nadadores                                                                                               | Tempo   | Notas            |
| ----------------- | ---- | -------------------------- | --- | ------- | ---------------- |
| Medalha de ouro   | 4    | Federação Russa de Natação | Kliment Kolesnikov (46.44) Andrey Minakov (45.61) Vladislav Grinev (45.87) Aleksandr Shchegolev (45.53) | 3:03.45 |                  |
| Medalha de prata  | 3    | Itália                     | Alessandro Miressi (46.12) Thomas Ceccon (45.71) Leonardo Deplano (45.98) Lorenzo Zazzeri (45.80)       | 3:03.61 | Recorde nacional |
| Medalha de bronze | 5    | Estados Unidos             | Ryan Held (45.75) Hunter Tapp (46.78) Shaine Casas (46.50) Zach Apple (46.39)                           | 3:05.42 |                  |
| 4                 | 6    | Países Baixos              | Stan Pijnenburg (46.64) Thom de Boer (46.60) Nyls Korstanje (46.82) Jesse Puts (46.04)                  | 3:06.10 | Recorde nacional |
| 5                 | 1    | China                      | Pan Zhanle (47.43) Wang Changhao (47.32) Hong Jinquan (46.91) Yang Jintong (48.45)                      | 3:10.11 |                  |
| 6                 | 7    | Reino Unido                | Tom Dean (47.35) Ben Proud (47.60) Edward Mildred (47.57) Matthew Richards (47.67)                      | 3:10.19 |                  |
| 7                 | 8    | Suíça                      | Roman Mityukov (47.67) Antonio Djakovic (47.21) Thomas Hallock (48.25) Robin Yeboah (48.40)             | 3:11.53 | Recorde nacional |
| 8                 | 2    | Brasil                     | Gabriel Santos (47.21) Fernando Scheffer Kaique Alves Breno Correia                                     | DSQ     |                  |

Legenda
| Recorde mundial       | Recorde mundial (World record)               |                       | Recorde africano                      | Recorde africano (African) |                                           | Q | Classificado por posição (Qualified) |
| Recorde do campeonato | Recorde do campeonato (Championship record)  | Recorde da América    | Recorde da América (Americas)         | q                          | Classificado por melhor tempo (Qualified) |   |                                      |
| Melhor marca do ano   | Melhor marca do ano (World leading)          | Recorde asiático      | Recorde asiático (Asian)              | DNS                        | Não largou (Did not start)                |   |                                      |
| Recorde nacional      | Recorde nacional (National record)           | Recorde europeu       | Recorde europeu (European)            | DNF                        | Não terminou (Did not finish)             |   |                                      |
| Recorde pessoal       | Recorde pessoal do atleta (Personal best)    | Recorde da Oceania    | Recorde da Oceania (Oceania)          | DSQ / DQ                   | Desclassificado (Disqualified)            |   |                                      |
| Recorde da temporada  | Recorde da temporada do atleta (Season best) | Recorde sul-americano | Recorde sul-americano (South America) | NM                         | Sem marca (No mark)                       |   |                                      |